# 獅身人面大道

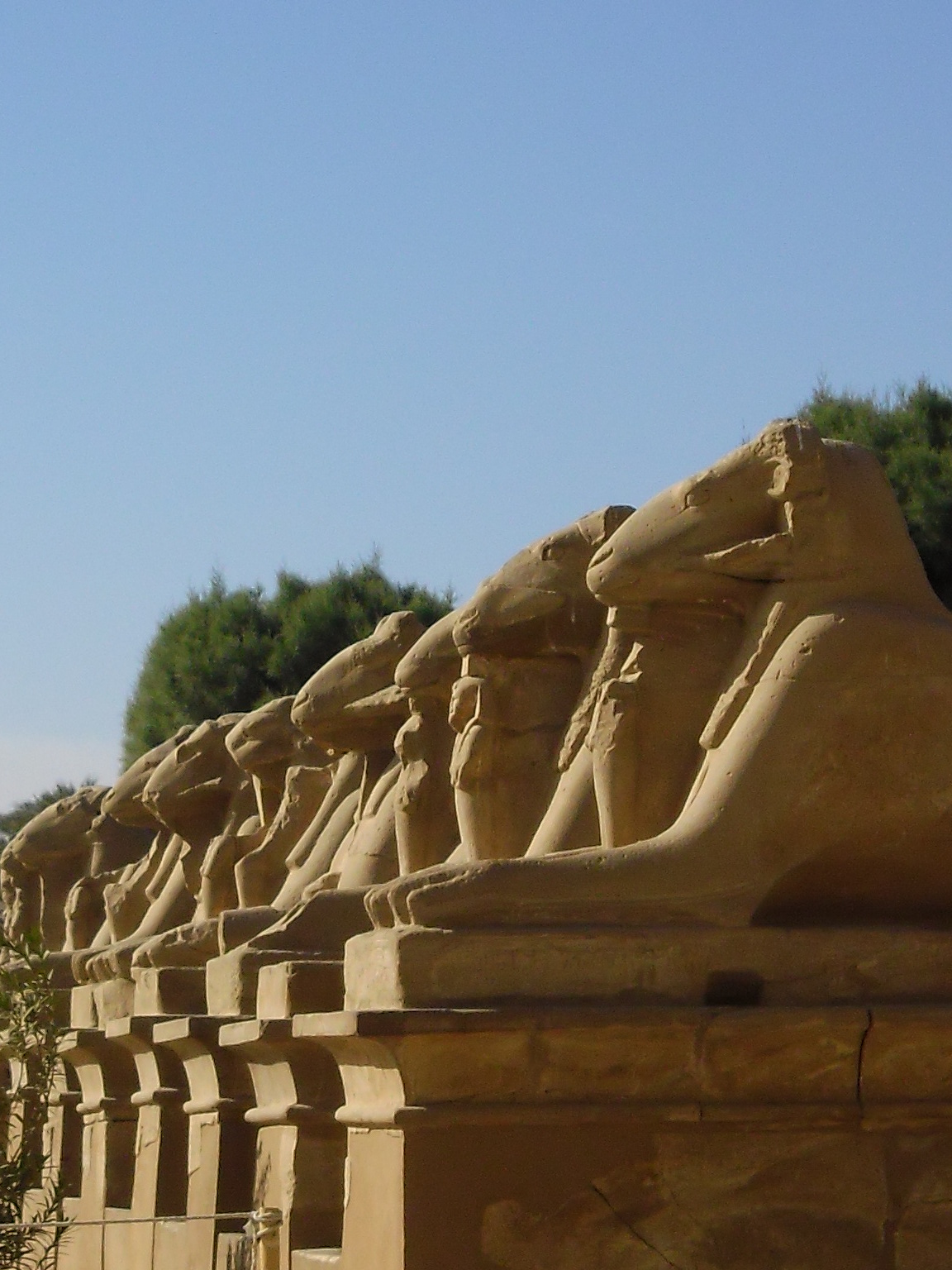
獅身人面大道

獅身人面大道（阿拉伯语：طريق الكباش）是一条长3公里（2700米）、宽约75米的大道，它连接著卡纳克神庙和卢克索神庙，出土於底比斯古城，兩側有1057座狮身人面像和狮身公羊像。

## 历史
狮身人面像大道的建设始于新王国時期，并在埃及第三十王朝统治者内克塔内布一世统治时期建成，但此後几个世纪以来，狮身人面像大道一直被埋沒在沙层之下。
1949年，埃及考古学家Mohammed Zakaria Ghoneim在卢克索神庙附近发现了獅身人面大道的蹤跡，1958年至1961年又发现了17个雕像，1961年至1964年又有55个雕像出土。1984年到2000年期間，人們理清了獅身人面大道的全部路線。
此後埃及當局開始修復並部分開放獅身人面大道。2021年11月25日，埃及當局正式向公众开放狮身人面像大道的全部路線。